# A zord folyó (film)
A zord folyó (eredeti cím: Угрюм-река, magyaros átírással Ugrjum-reka) 1969-ben bemutatott szovjet négy részes televíziós film, amely Vjacseszlav Siskov című könyve alapján készült.
A filmet Jaropolk Lapsin rendezte 1968-ban a Szverdlovszki filmstúdióban (oroszul: Свердловская киностудия). A forgatókönyvet Jaropolk Lapsin és Valentyin Szelivanov írta, a zenéjét Jurij Levityin szerezte.
A filmet 2020-ban újraforgatták, immár Jurij Moroz rendezésében.

## Cselekmény
A cselekmény a 19. század végén és a 20. század elején játszódik, a Gromov család életében. A film főszereplője Prohor Gromov, akinek nagyapja, Danyila rablásból gazdagodott meg. Halálos ágyán vagyonát fiára, Pjotr Gromovra hagyja, felfedve annak eredetét. Pjotr a pénzt vállalkozásba fektette, és saját fiát, Prohort méltó örökösévé nevelte. Prohor Gromov erős karakterű, céltudatos embernek bizonyul, aki a szibériai régió gazdagságának és hatalmának csúcsára jut. A Danyila által elkövetett gonosztettek árnya azonban tovább kísérti a családot, nemzedékeken át, amelyben egymást érik a szerencsétlenségek. Prohor, aki eredetileg becsületes és erkölcsös ember volt, a gonoszság mocsarába süllyed. Végül nem bírja tovább az érzelmi zűrzavart és a kemény munkát, megőrül, és egy szikláról a folyóba veti magát.

## Epizódok
1. A Gromovok (Громовы)[2]
2. Anfisza (Анфиса)[3]
3. Az árulás (Предательство)[4]
4. A csőd (Крах)[5]

## Szereplők
| Szereplő                           | Színész                 | Magyar hang      |
| ---------------------------------- | ----------------------- | ---------------- |
| Prohor Gromov                      | Georgij Jepifancev      | Láng József      |
| Pjotr Gromov, Prohor apja          | Viktor Csekmarjov       | Mádi Szabó Gábor |
| Danyila Gromov, Prohor nagyapja    | Afanaszij Kocsetkov     | Kőmíves Sándor   |
| Marja Kirillovna, Prohor anyja     | Valentyina Vlagyimirova | Vajay Erzsi      |
| Anfisza Kozireva                   | Ljudmila Csurszina      | Bodnár Erika     |
| Nyina Kuprijanova, Prohor felesége | Valentyina Ivanova      | Polónyi Gyöngyi  |
| Jakov Kuprijanov, Nyina apja       | Vlagyimir Jemeljanov    | Fillár István    |
| Ibragim                            | Givi Tohadze            | Raksányi Gellért |
| Ilja Szohatih, hivatalnok          | Alekszandr Gyemjanyenko | Zenthe Ferenc    |
| Fjodor Ambrejev                    | Jevgenyij Vesznyik      | Szabó Ottó       |
| Szinyilga                          | Nonna Tyen              | Dőry Virág       |